# Elektrownia Warszawska

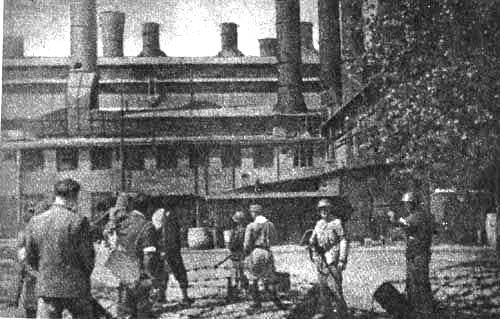
Powstańcy ze zgrupowania „Krybar” na terenie elektrowni w sierpniu 1944 roku

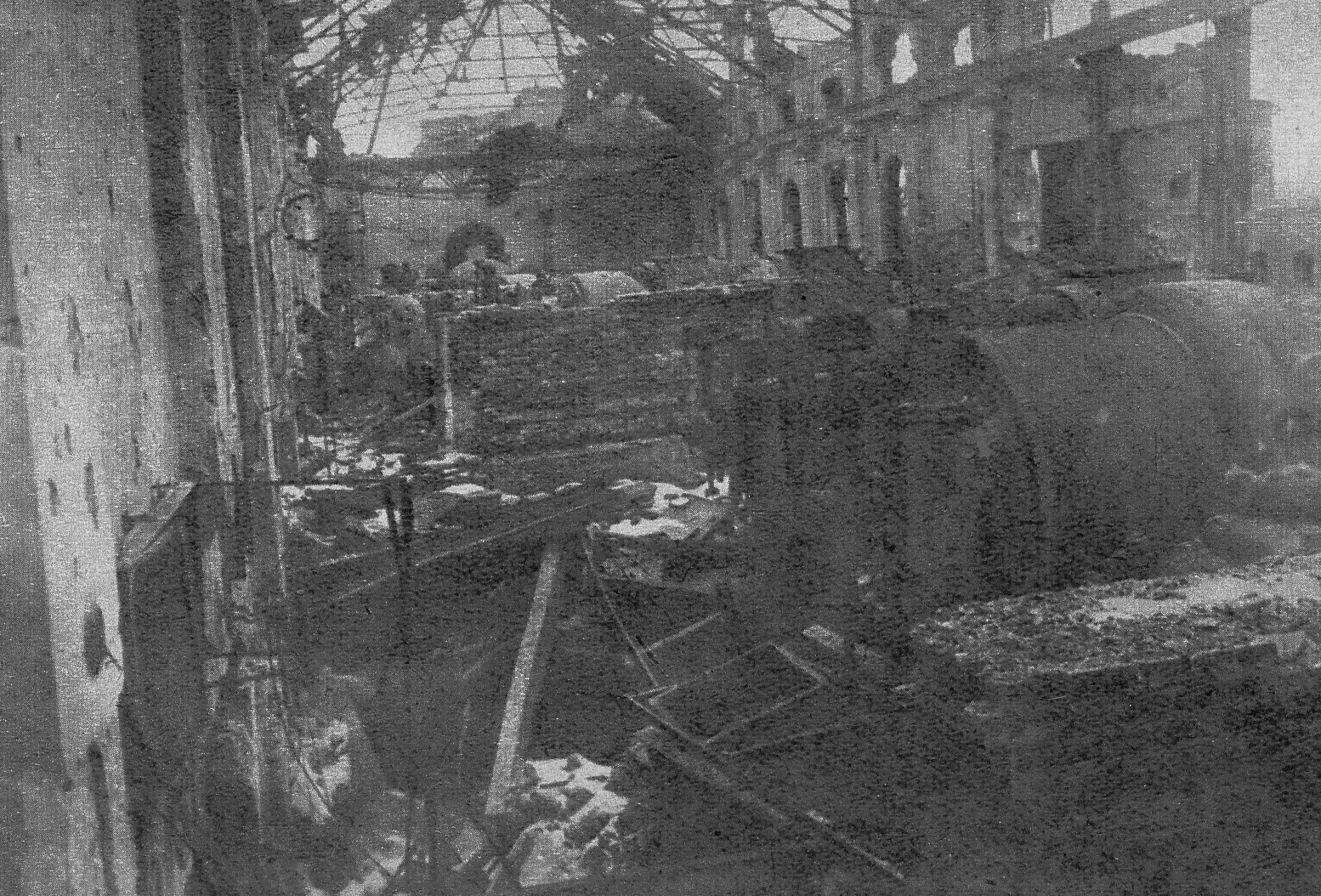
Zniszczona hala maszyn w 1945 roku

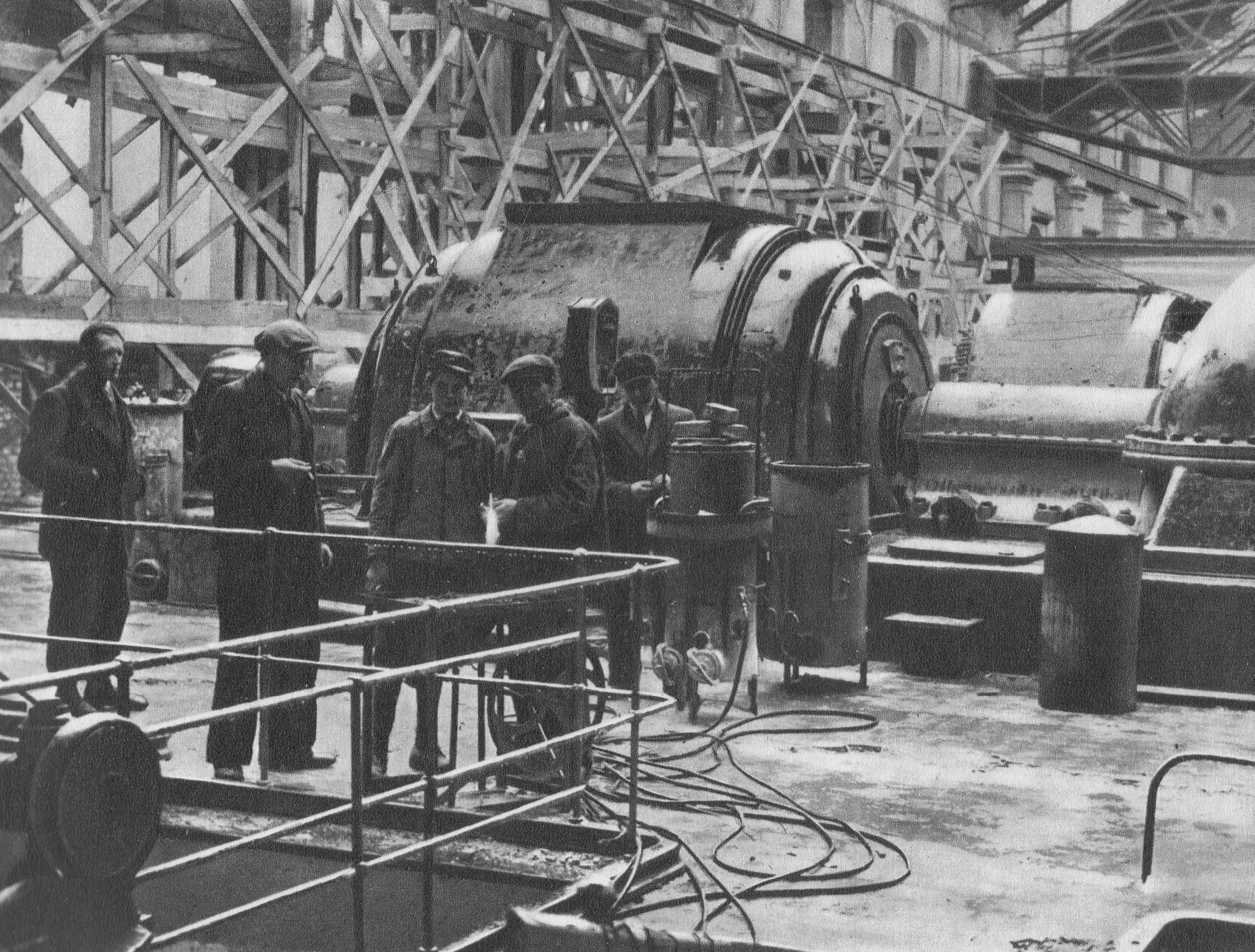
Odbudowa zakładu w 1945 roku

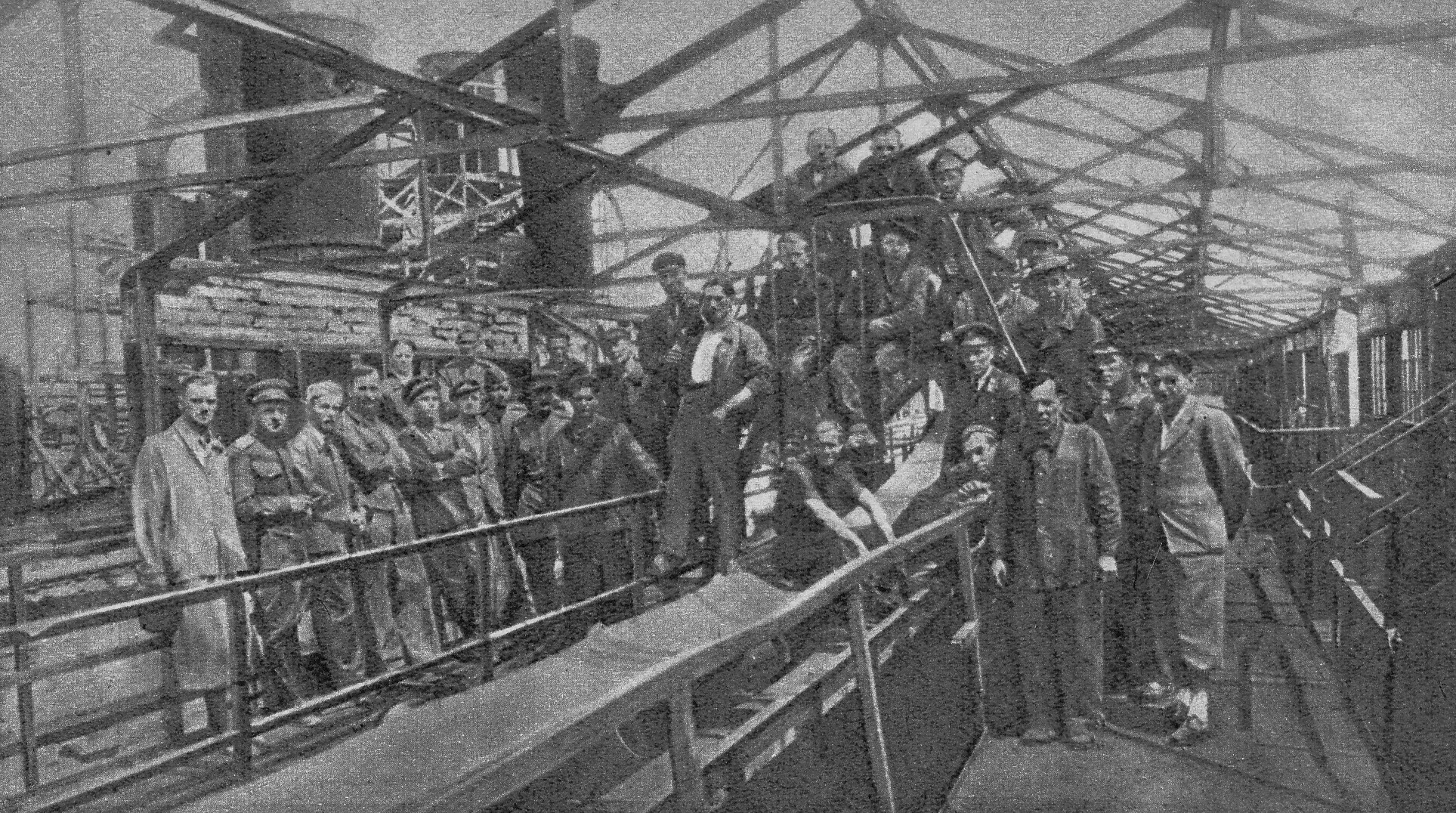
Pracownicy z grupą specjalistów ze Związku Radzieckiego, którzy w 1945 roku pomagali uruchomić elektrownię

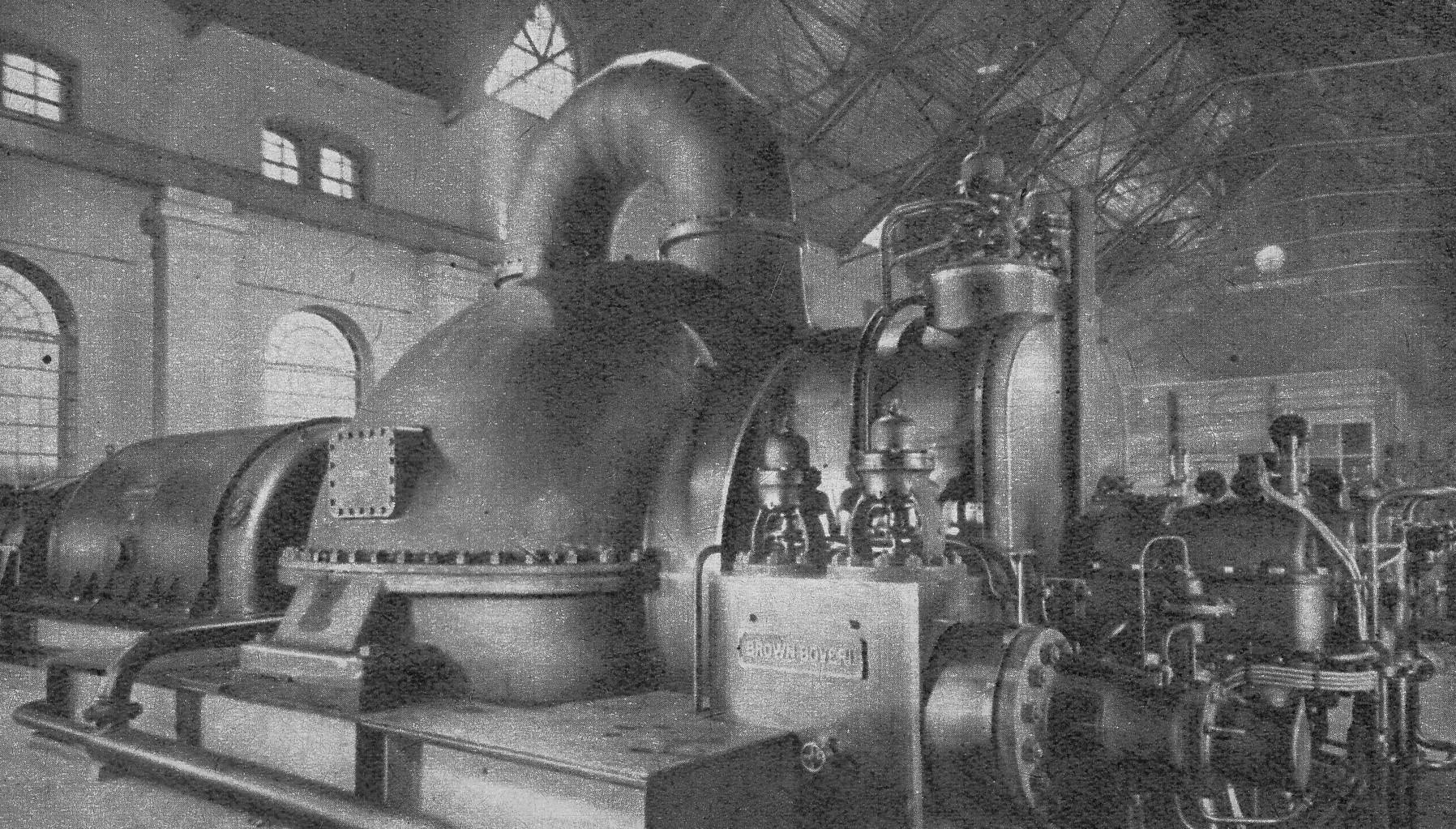
Odbudowany turbozespół nr 10

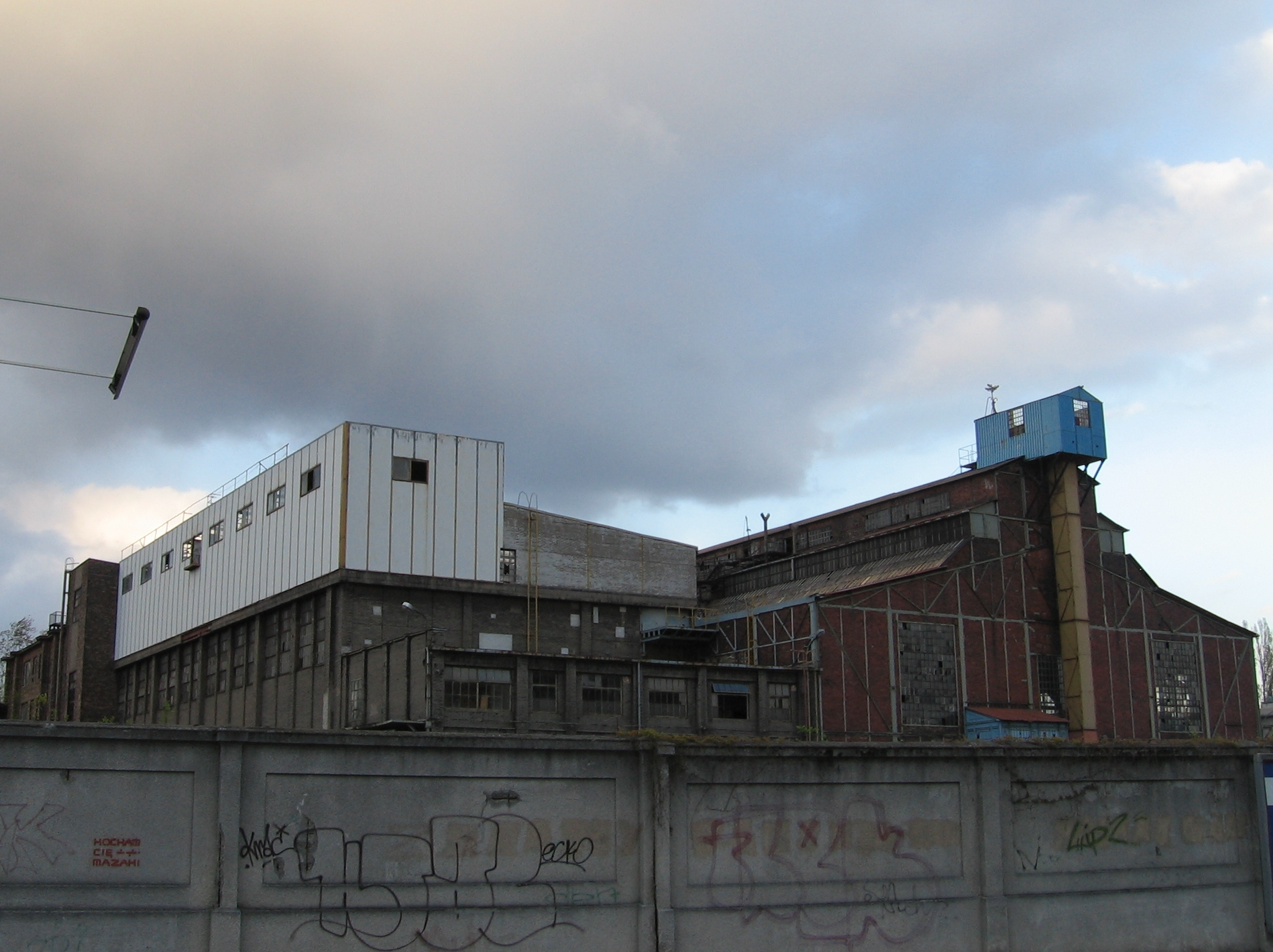
Elektrownia w 2007

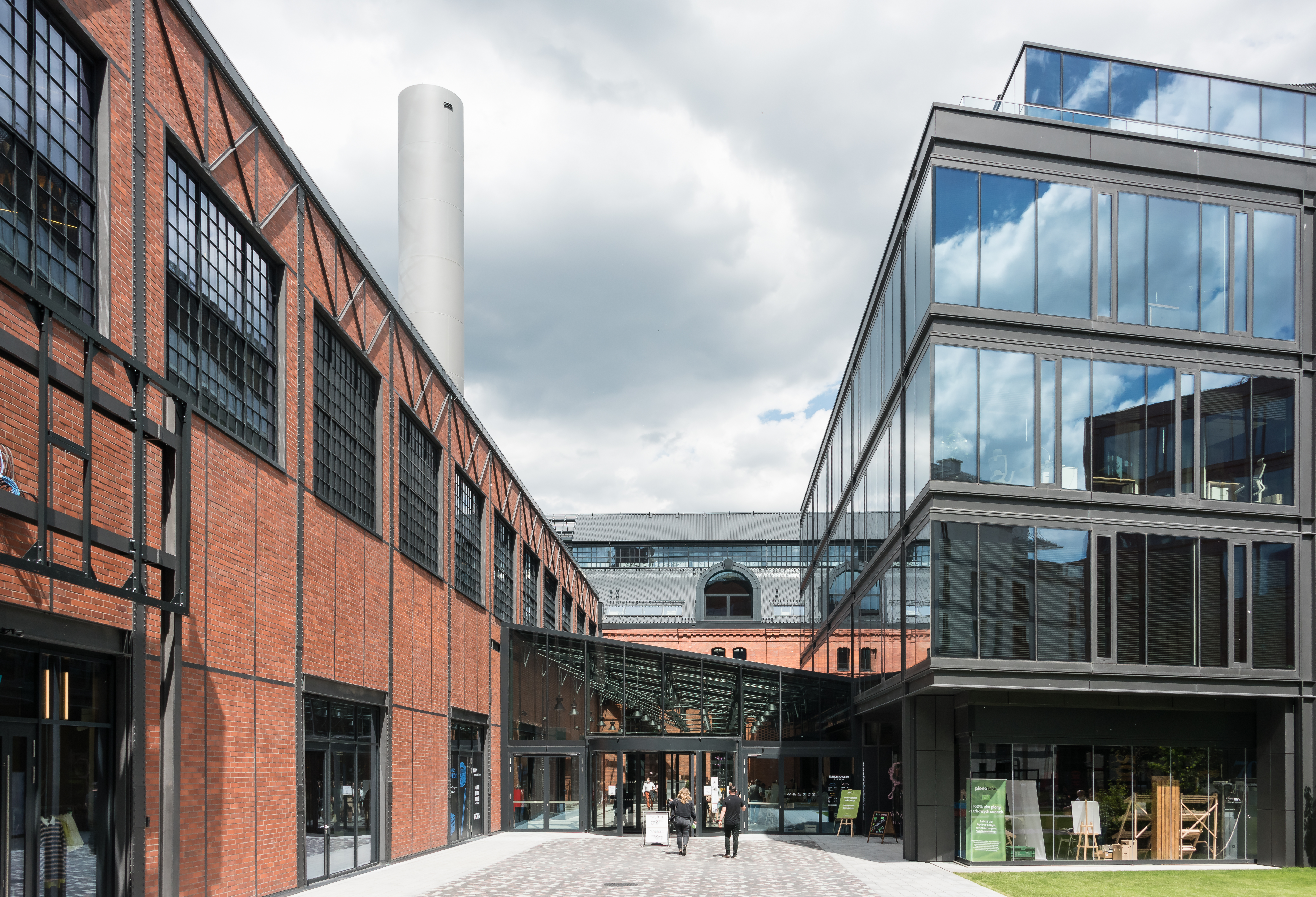
Fragment kompleksu Elektrowni Powiśle po przebudowie na centrum handlowe

Elektrownia Warszawska, także Elektrownia Miejska i Elektrownia „Powiśle” – nieistniejąca już elektrownia, uruchomiona w 1904 roku na Powiślu  w Warszawie.
Elektrownia została zbudowana przez prywatną spółkę. W 1933 przeszła pod nadzór państwowy, a w 1937 została przejęta przez Zarząd Miasta Warszawy. Działała w okresie obrony Warszawy w 1939 i w czasie powstania warszawskiego do września 1944. Ponownie uruchomiona w kwietniu 1945, została zamknięta na początku lat 90. Część jej zachowanych budynków została zaadaptowana na potrzeby otwartego w 2020 kompleksu handlowo-usługowego Elektrownia Powiśle.

## Historia

### 1904−1939
Powstała w 1904 na podstawie koncesji z 1902 wydanej przez władze miejskie i rząd rosyjski. Koncesję otrzymało niemieckie Towarzystwo Schuckert i Ska, przejęte po dwóch latach przez Compagnie d'Electricite de Varsovie. Koncesjonariusz otrzymał wyłączne prawo do oświetlania miasta elektrycznością na 35 lat. Lokalizacja elektrowni była korzystna ze względu na bliskość wody (Wisły) i bliskość śródmieścia, co wpływało na obniżenie kosztów budowy i eksploatacji sieci.
W latach 1922–1924 do elektrowni doprowadzono bocznicę kolejową z Dworca Gdańskiego.
Początkowo w elektrowni pracowały jednakowe 3 generatory produkcji Siemens-Schuckertwerke (SSW) Berlin Siemensstadt, o mocy elektrycznej 500 kW każdy, czyli razem 1,5 MW; odstawione w 1925.
W okresie międzywojennym powołano w Paryżu specjalną spółkę pod nazwą „Compagnie d’Electricité de Varsovie”, chcąc w ten sposób ominąć ustawę elektryczną z 21 marca 1922 w celu czerpania maksymalnych zysków.
W 1937 Zarząd Miejski na mocy wyroku sądowego przejął elektrownię za odszkodowaniem.
Ogółem w okresie międzywojennym działały:
- turbozespół Tz1: turbina produkcji AEG Berlin z 1907 o mocy 1050 KM z generatorem produkcji SSW z 1907 o mocy 0,8 MW, wyłączony w 1925
- turbozespół Tz2: turbina produkcji AEG Berlin z 1908 o mocy 2100 KM z generatorem produkcji SSW z 1908 o mocy 1,5 MW, wyłączony w 1925
- turbozespół Tz3: turbina produkcji Brown, Boveri & Cie. (BBC) z 1909 o mocy 5400 KM z generatorem produkcji Lahmeyer z 1909 o mocy 4,0 MW, wyłączony w 1951
- turbozespół Tz4: turbina produkcji BBC z 1911 o mocy 6000 KM z generatorem produkcji Lahmeyer z 1911 o mocy 4,4 MW, wyłączony w 1951
- turbozespół Tz5: turbina produkcji BBC z 1913/1914 z generatorem produkcji BBC z 1913/1914 o mocy 3,0 MW, osiągalna od 1954 2,5 MWe/10 MWt; w roku 1954 przebudowana na pogorszoną próżnię do celów ciepłowniczych do ogrzewania początkowo Pałacu Kultury i Nauki i Domu Partii, wyłączony w 1965
- turbozespół Tz6: turbina produkcji AEG z 1923 z generatorem produkcji AEG z 1923 o mocy 6,3 MW, wyłączony w 1965
- turbozespół Tz7: turbina produkcji AEG z 1924 z generatorem produkcji AEG z 1924 o mocy 10,0 MW, zniszczony w 1944 w okresie powstania warszawskiego i nie odbudowany, w 1956 powstał nowy Tz7 w innym miejscu elektrowni
- turbozespół Tz8: turbina produkcji Societe Alsacienne de Constructions Mecaniques (SACM) z 1926/1927 z generatorem produkcji SACM z 1926/1927 o mocy 15,0 MW, wyłączony w 1974
- turbozespół Tz9: turbina produkcji SACM z 1930 z generatorem produkcji SACM z 1930 o mocy 15,0 MW, wyłączony w 1974.

W ciągu kilku miesięcy poprzedzających wybuch II wojny światowej Zarząd Miejski zgromadził na hałdach w pobliżu stacji Warszawa Praga oraz przy bocznicy przy ul. Kolejowej ilości węgla wystarczające na 4−5 miesięcy pracy elektrowni. 
Na terenie zakładu zbudowano schrony (największy pod budynkiem administracyjnym przy ul. Wybrzeże Kościuszkowskie 41) a wzdłuż Wybrzeża Kościuszkowskiego wykopano rowy przeciwlotnicze. 31 sierpnia 1939 roku pracowników elektrowni skoszarowano i ogłoszono pogotowie OPL.

### II wojna światowa
Podczas obrony Warszawy we wrześniu 1939 elektrownia została wielokrotnie ostrzelana przez Niemców, jednak pracownikom udawało się naprawiać niektóre uszkodzenia i utrzymywać zakład w ruchu. Ułatwiał to fakt, że wraz z unieruchamianiem kolejnych zakładów przemysłowych w mieście spadało zapotrzebowanie na energię elektryczną. Z początkowo dostępnych 8 turbogeneratorów i 28 kotłów pracowały 2 turbogeneratory i 3−4 kotły, a reszta stanowiła tzw. zimną i gorącą rezerwę. 7 września 1939 roku pracę zakładu zakłóciło wezwanie Romana Umiastowskiego, który wezwał mężczyzn zdolnych do noszenia broni do udania się na wschód. Część załogi, zwłaszcza ludzie młodzi, usłuchała apelu Umiastowskiego i opuściła miasto. W czasie ewakuacyjnej paniki  zarekwirowano samochody należące do przedsiębiorstwa; stanowiska pracy opuścili także lekarze z zakładowego ambulatorium.
Po spaleniu się dachu w hali maszyn turbogeneratory pracowały dalej w budynku bez dachu, zabezpieczone prowizorycznie brezentem rozpiętym na rusztowaniach z desek. Produkcja energii elektrycznej została przerwana 23 września po zbombardowaniu przez Niemców kotłowni i hali maszyn.
W wyniku niemieckiego ostrzału zginęło czterech pracowników elektrowni, a kilkudziesięciu zostało rannych. W schronach elektrowni przebywało ok. 2 tysięcy osób.
Dostawy energii elektrycznej do miasta udało się przywrócić w pierwszej dekadzie października 1939 roku. Do odgruzowywania terenu elektrowni Niemcy wykorzystywali pracę przymusową Żydów.
Przez cały okres okupacji niemieckiej elektrownia nie osiągnęła poziomu produkcji sprzed września 1939; głównym powodem była niska kaloryczność węgla. W lutym 1941 niemieckie władze okupacyjne wprowadziły ograniczenia w dostawach prądu o 50%. Zostały one zniesione wiosną 1944 dzięki zapewnianiu dostaw energii elektrycznej do miasta z Elektrowni Rożnów.
W 1942 roku Stanisław Skibniewski ps. Cubryna zaczął formować na terenie elektrowni terenowy oddział Wojskowej Służby Ochrony Powstania, który podlegał Warszawskiemu Okręgowi Armii Krajowej. Jego zastępcą został Tadeusz Kahl ps. Kowalski.
W czasie powstania warszawskiego powstańcy zdobyli obsadzoną przez ponad 200 żołnierzy Wehrmachtu, SA-manów, Ukraińców i żandarmów elektrownię już pierwszego dnia, 1 sierpnia 1944 roku, chociaż walki z broniącymi się w podziemiach i niektórych budynkach Niemcami trwały jeszcze do godz. ok. 6.00 rano następnego dnia. W natarciu na elektrownię wzięli udział przede wszystkim jej pracownicy zgrupowani w sześciu plutonach szturmowych. Na najwyższym punkcie kotłowni zawieszono polską flagę. Przez pięć kolejnych tygodni Niemcy ostrzeliwali elektrownię (w tym z kanonierki pływającej po Wiśle), ale nie przechodzili do bezpośredniego ataku. W związku z mniejszym zapotrzebowaniem na energię elektryczną (od sieci odłączono dzielnice kontrolowane przez Niemców) pracował jeden turbogenerator i dwa kotły.
4 września 1944 roku zakład został zbombardowany przez Luftwaffe. Zburzona została nastawnia, bomby trafiły także w halę maszyn, niszcząc turbogeneratory, oraz w kotłownię. Produkcja energii elektrycznej została przerwana i z powodu skali zniszczeń nie mogła zostać wznowiona. Po ciężkich walkach 5 września powstańcy wycofali się z terenu elektrowni w górę ul. Tamka.
Po upadku powstania Niemcy wywieźli z zakładu ocalałe maszyny i urządzenia, m.in. obrabiarki, sprzęt spawalniczy, silniki, transportery, transformatory, rozdzielnice oraz narzędzia. Z powodu zniszczenia przez Niemców w czasie powstania przepompowni ścieków przy ulicy Karowej piwnice elektrowni zostały zalane. Mrozy w czasie zimy 1944/1945 roku porozsadzały instalacje i zbiorniki, w których pozostała woda. Ocalał natomiast budynek administracyjny elektrowni.

### Po 1945 roku
17 stycznia 1945 roku kilku pracowników elektrowni, których powstanie warszawskie zastało na Pradze, przeszło wraz z wojskiem Wisłę po lodzie na Powiśle. Następnego dnia rozpoczęły się prace nad odbudową zakładu. Znaczącej pomocy technicznej udzieliła wojskowa misja radziecka (ok. 30 osób pod kierownictwem płk. Ławrenienki), pracująca w Warszawie od marca do września 1945. Związek Radziecki przekazał również elektrowni dużą liczbę maszyn, narzędzi oraz materiałów. Na bocznicy kolejowej ustawiono pociąg-elektrownię, zasilającą maszyny na terenie zakładu. Pomocy udzieliły również elektrownie w Łodzi i Pruszkowie. Teren zakładu ochraniała kompania Korpusu Bezpieczeństwa Wewnętrznego.
Pierwszy turbogenerator uruchomiono 25 kwietnia, drugi 18 maja, trzeci 22 czerwca, a czwarty 6 września. Pod koniec 1945 elektrownia osiągnęła moc 57,3 MW. Odbudowa elektrowni zakończyła się w 1951 roku. Osiągnęła ona wtedy moc 78 MW. W wyniku przeprowadzonej w latach 1951−1953 modernizacji szczytowe obciążenie wzrosło do 100 MW.
W 1956 roku w wyniku wybuchu pary w hali maszyn zginęło czterech pracowników.
Elektrownia została zamknięta w latach 90. W chwili wyłączenia z eksploatacji dysponowała ona urządzeniami:
- turbozespół Tz7: turbina przeciwprężna prod. Pierwsza Brneńska Fabryka Maszyn, zainstalowana w 1956 o mocy znamionowej 10 MWe i osiągalnej (1998 rok) 9 MWe/65 MW wraz generatorem o mocy 12,5 MVA/10 MW,
- turbozespół Tz10: turbina kondensacyjna, w 1964 przebudowana na pogorszoną próżnię, produkcji BBC, zainstalowana w 1937 o mocy znamionowej 22 MWe i osiągalnej (1998 rok) 20 MWe/100 MWt wraz z generatorem produkcji Rohn-Zieliński na licencji BBC z 1937 o mocy 35,7 MVA/25 MW,
- turbozespół Tz11: turbina kondensacyjna, w 1975 roku przebudowana na pogorszoną próżnię, produkcji BBC, zainstalowana w 1939 (ostatecznie w 1940 na skutek uszkodzeń) o mocy znamionowej 24 MWe i osiągalnej (1998 rok) 20 MWe/105 MWt wraz z generatorem produkcji Rohn-Zieliński na licencji BBC z 1939 o mocy 42,0 MVA/31,9 MW.

Wszystkie generatory pracowały na napięciu 5,25 kV, a energia wyprowadzana była przez rozdzielnię 15 kV. Wszystkie turbiny z racji układu kolektorowego pracowały na parze o ciśnieniu 1,15 MPa i temperaturze 350 °C (czyli na bardzo niskich parametrach, niezmienionych od 1904 roku). W sumie w elektrowni w okresie jej eksploatacji pracowało 35 różnych kotłów.
Budowa turbozespołów nr Tz8 i Tz9 związana była z rozbudową kanałów wody chłodzącej. Kanały te zostały przecięte tunelem Wisłostrady, otwartym 30 sierpnia 2003 (budowę rozpoczęto w kwietniu 2001).

### Teren dawnej elektrowni po 2001

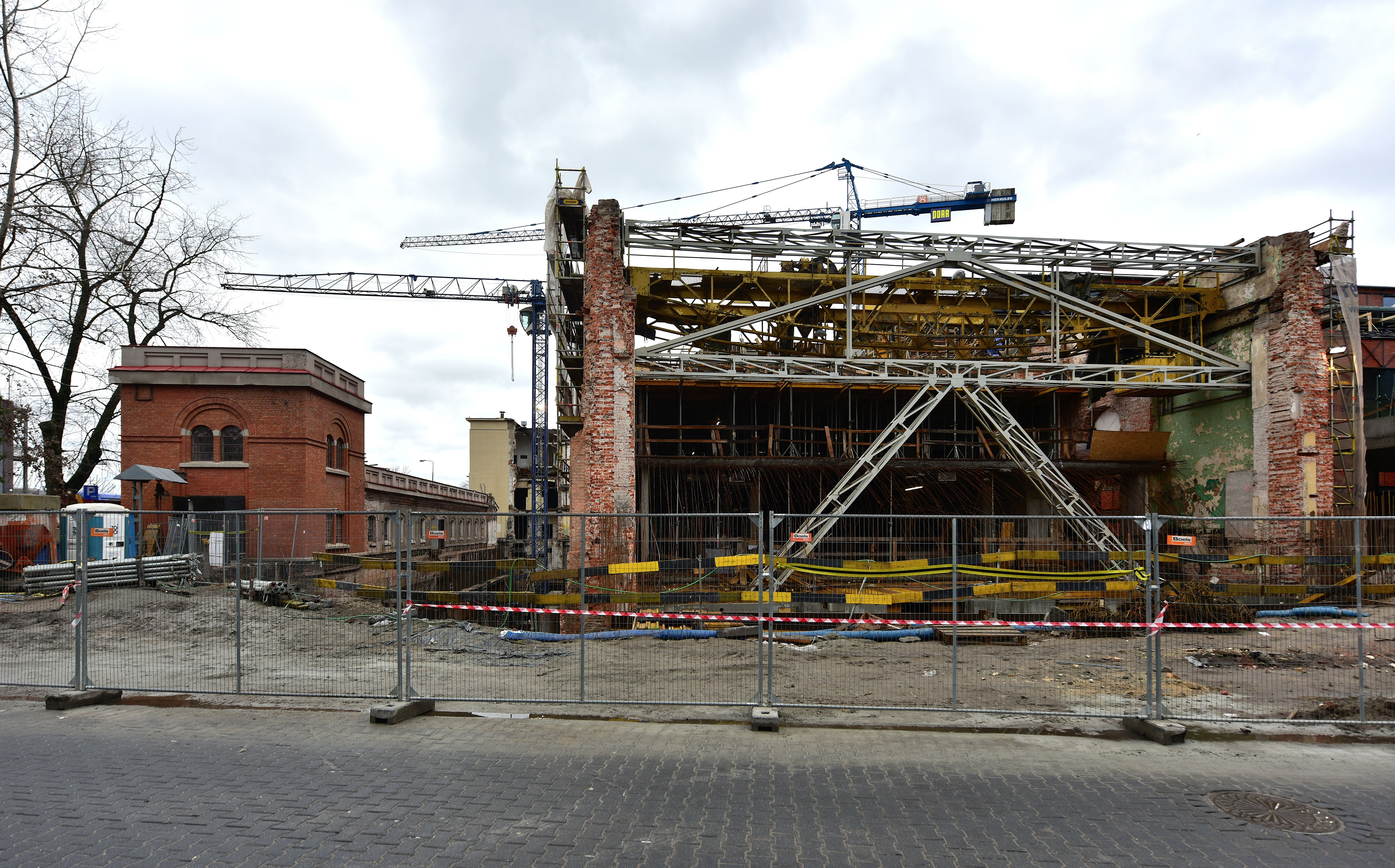
Przebudowa kompleksu elektrowni, 2018

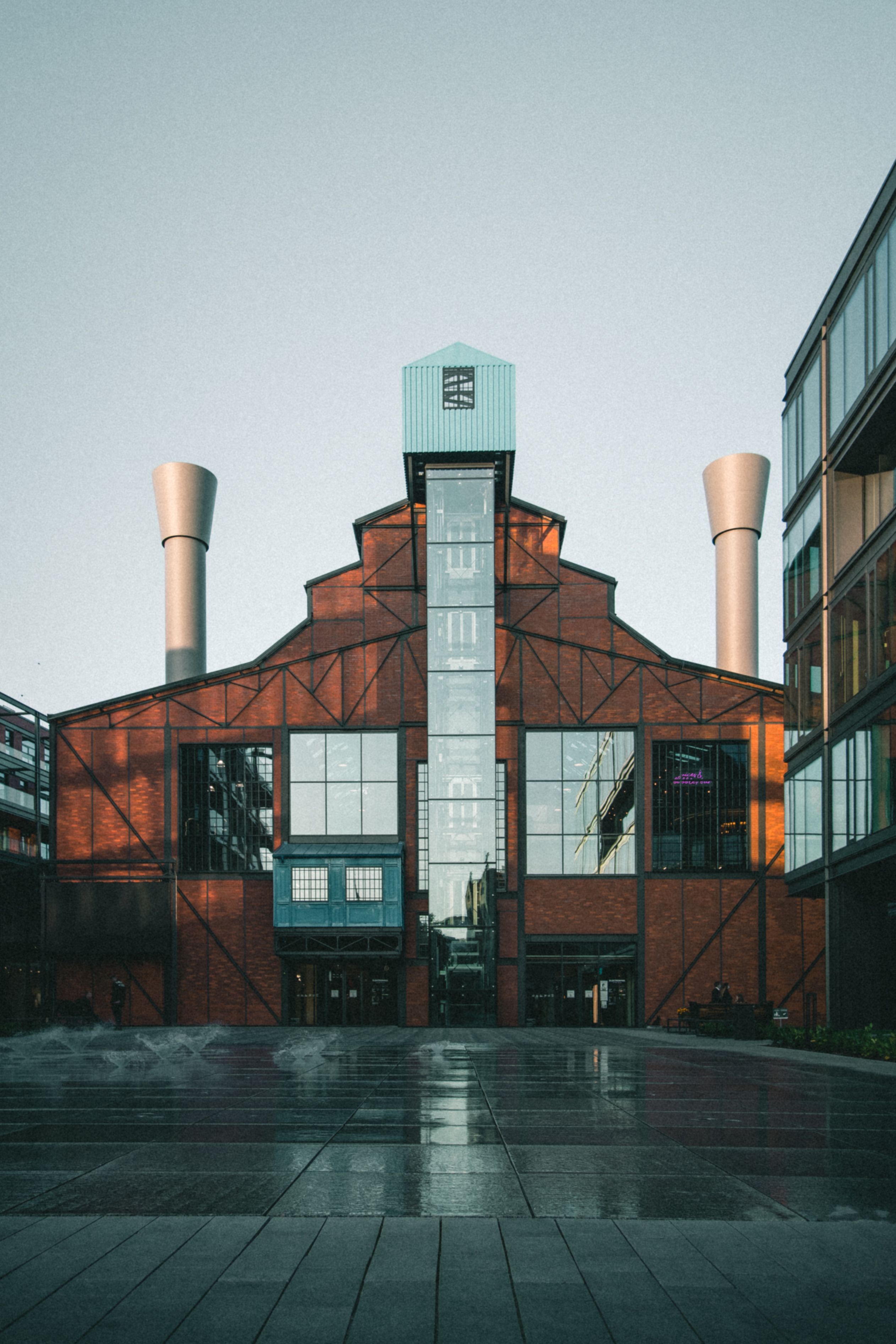
Jeden z budynków centrum handlowego Elektrownia Powiśle, 2022

W odnowionym budynku po dawnej rozdzielni 30 kV wybudowanym w połowie lat 30. uruchomiona została nowa stacja transformatorowa 110/15 kV RPZ Powiśle. Przejęła ona zasilanie sieci 15 kV Śródmieścia, zasilanej do tej pory z przyelektrownianej rozdzielni 15 kV. Pierwsze załączenie pod napięcie nowej stacji nastąpiło w październiku 2007 roku, oficjalne otwarcie 18 marca 2008.
W 2004 roku zespół elektrowni (rozdzielnia 35(30) kV, rozdzielnia 5/15 kV, keson – podziemny zbiornik wody, hala maszyn i kotłownia nr 2) został wpisany do rejestru zabytków
Teren Elektrowni został sprzedany przez spółkę Elektrociepłownie Warszawskie irlandzkiej spółce developerskiej, która w północnej części kompleksu zbudowała zespół apartamentowców. W części południowej zaplanowano kompleks biurowo-mieszkalno-usługowy. Inwestycja, zrealizowana finalnie przez kolejnego właściciela terenu: Tristan Capital Partners i White Star Real Estate, polegała na odremontowaniu zabytkowych obiektów i dokomponowaniu do nich trzech biurowców oraz apartamentowca od strony ul. Dobrej. Projekt opracowała pracownia APA Wojciechowski Architekci.
Inwestycję wielofunkcyjną, w tym część handlowo-usługową pod nazwą Elektrownia Powiśle z ok. 18 tys. m² powierzchni użytkowej z adresem przy ul. Dobrej 42 otwarto w maju 2020. W 2021 roku otrzymała ona Nagrodę Architektoniczną Prezydenta m. st. Warszawy (VII edycja, kategoria: architektura komercyjna). Została również nominowana do Nagrody Unii Europejskiej w konkursie Architektury współczesnej im. Miesa van der Rohego (edycja 2022) oraz nagrody Brick Award 2021. W 2021 roku inwestycja otrzymała główną nagrodę w MIPIM Awards 2021.
W 2023 roku na terenie dawnej elektrowni otwarty został hotel Barceló Warsaw Powiśle.

## Inne informacje
Przy skrzyżowaniu ul. Wybrzeże Kościuszkowskie z ul. Leszczyńską znajduje się zachowany w całości schron wartowniczo-obserwacyjny z okresu okupacji niemieckiej zbudowany przy dawnej bramie do elektrowni.